# Winnemark
Winnemark (dänisch: Vindemark (Windfeld)) ist eine Gemeinde im Kreis Rendsburg-Eckernförde in Schleswig-Holstein.

## Geografie und Verkehr

### Geografische Lage
Das Gemeindegebiet von Winnemark erstreckt sich auf der Halbinsel Schwansen ausgehend von der Schlei an deren südlichem Ufer gegenüber von der Stadt Arnis. Es ist eingebettet in den erweiterten Naturraum Schwansen, Dänischer Wohld (und Amt Hütten) (Haupteinheit Nr. 701), einem Teilraum des schleswig-Holsteinischen Hügellandes.

### Ortsteile
In der Gemeinde Winnemark bestehen siedlungsstatistisch eine Mehrzahl von Ortsteilen verschiedenen Typs, im Fachjargon auch als Wohnplätze bezeichnet. Neben dem für die Gemeinde namenstiftenden Dorf (Winnemark) liegen ebenfalls Karlsburg, ein Restgut und Siedlung, die Häusergruppen Bockholz (dänisch Bogholt), Böllermaas (dänisch Bollemose), Köllnerfeld (teilweise) und Sundsacker (dänisch Sundsager), die Haus-/Häusersiedlungen Amalienburg, Emers, Mühlenholz (dänisch Mølleskov), Nixenburg (dänisch Nixenborg), Scharfeck, Schwonsburg (dänisch Svaneborg) und Steinerholz (dänisch Stenerholt) wie auch die Hofsiedlungen Bocksrüde (dänisch Bogsrye), Charlottenhof, Haberkoppel (dänisch Havrekobbel) und Hestermaas (dänisch Hestemade) im Gemeindegebiet.

### Nachbargemeinden
Unmittelbar angrenzende Gemeindegebiete zu Winnemark sind:
| Grödersby, Arnis, Rabenkirchen-Faulück |                                             | Kappeln, Karby |
|                                        | Kompassrose, die auf Nachbargemeinden zeigt |                |
| Thumby                                 |                                             | Dörphof        |

## Geschichte

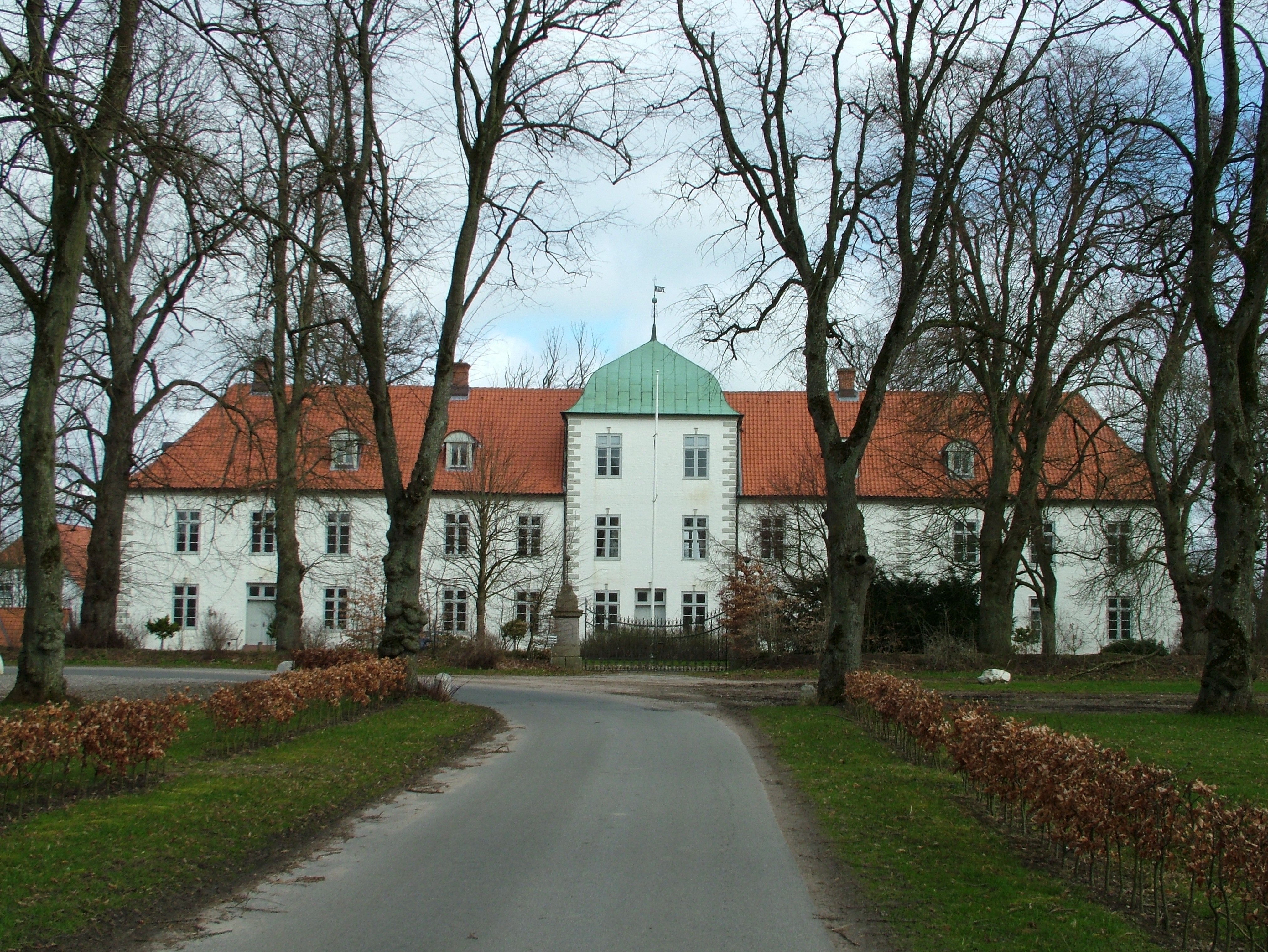
Das (ehemalige) Herrenhaus von Gut Karlsburg

Winnemark selbst wurde 1462 erstmals als Windemark erwähnt. Der Ortsname geht vermutlich auf altdänisch windær als Rufname mit Bezug zu den Wenden zurück. Möglich wäre aber auch eine Herleitung von dem altnordischen vinda (≈ wehen, drehen, schwingen) oder vindr (≈ schief).
Der älteste bekannte Ortsteil ist Karlsburg (bis 1806 Gereby), 1352 erstmals als Gereby erwähnt. Das Gut wurde 1826 zu Ehren des Landgrafen Carl von Hessen-Kassel, der hier 1790 die Leibeigenschaft aufhob, in Carlsburg umbenannt. Das dazugehörige, landläufig als Schloss bezeichnete Herrenhaus wurde 1721 errichtet. Es befindet sich bis heute in Privatbesitz, in der Vergangenheit unter anderem in dem der herzoglichen Familie Schleswig-Holstein-Sonderburg-Glücksburg.

## Politik

### Gemeindevertretung
Bei der Kommunalwahl am 14. Mai 2023 wurden insgesamt neun Sitze vergeben. Die CDU erhielt sechs Sitze und die SPD erhielt drei Sitze.

### Wappen
Blasonierung: „Von Gold und Blau erhöht geteilt. Oben drei aufrecht stehende grüne Lindenblätter, unten ein natürlich tingierter, schwimmender Höckerschwan.“

## Sehenswürdigkeiten
In der Liste der Kulturdenkmale in Winnemark stehen die in der Denkmalliste des Landes Schleswig-Holstein eingetragenen Kulturdenkmale.

## Wirtschaft und Infrastruktur

### Bildung
Im Ortsteil Schwonsdorf befindet sich mit der Albert-Schweitzer-Schule eine Bildungseinrichtung für Schüler mit dem sonderpädagogischen Schwerpunkt "Geistige Entwicklung".

### Verkehr
Am östlichen Rand der Gemeinde führt die Bundesstraße 203 auf einem äußerst kurzen Trassenstück durch das Gemeindegebiet. Die Anbindung in die Gemeinde erfolgt über die an der Kreisgrenze befindliche, höhenfrei ausgebaute Anschlussstelle des Nachbarortes Karby über niedriger geordnete Kreisstraßen.

## Persönlichkeiten
- Im Ortsteil Karlsburg wurde Hans Kühl (1879–1969) geboren, der Hochschullehrer war Pionier der Zementchemie und Baustofftechnologie.
- In Winnemark steht das ehemalige Wohn- und Atelierhaus des Künstlerehepaars Glore Becker-Bettermann (1904–1980) und Gerhart Bettermann (1910–1992).

## Trivia
Der Roman Ein Sommer in Sommerby von Kirsten Boie wurden vom Blick auf die Schwonsburg inspiriert und ist in der Region angesiedelt. Das benachbarte Dorf Winnemark findet seine Entsprechung im fiktiven Ort Sommerby.